# Harlan County (Kentucky)
Harlan County ist ein County im Bundesstaat Kentucky der Vereinigten Staaten. Das U.S. Census Bureau hat bei der Volkszählung 2020 eine Einwohnerzahl von 26.831 ermittelt.
Das County wurde 1819 gegründet, liegt in der südöstlichen Ecke von Kentucky an der Staatsgrenze zu Virginia und ist Bestandteil des Kohlereviers im östlichen Teil des Staats. Verwaltungssitz (County Seat) ist die in der westlichen Hälfte des Countys gelegene Kleinstadt Harlan.

## Geographie
Das County liegt im Südosten von Kentucky, grenzt an den Bundesstaat Virginia und hat eine Fläche von 1212 Quadratkilometern, wovon zwei Quadratkilometer Wasserfläche sind. In Kentucky grenzt es im Uhrzeigersinn an folgende Countys: Perry County, Letcher County, Bell County und Leslie County. Benachbarte Countys in Virginia sind das Wise County (im Osten) und das südöstlich gelegene Lee County. Die Entfernung zu Lexington, der zweitgrößten Stadt Kentuckys, beträgt ungefähr 160 Kilometer.

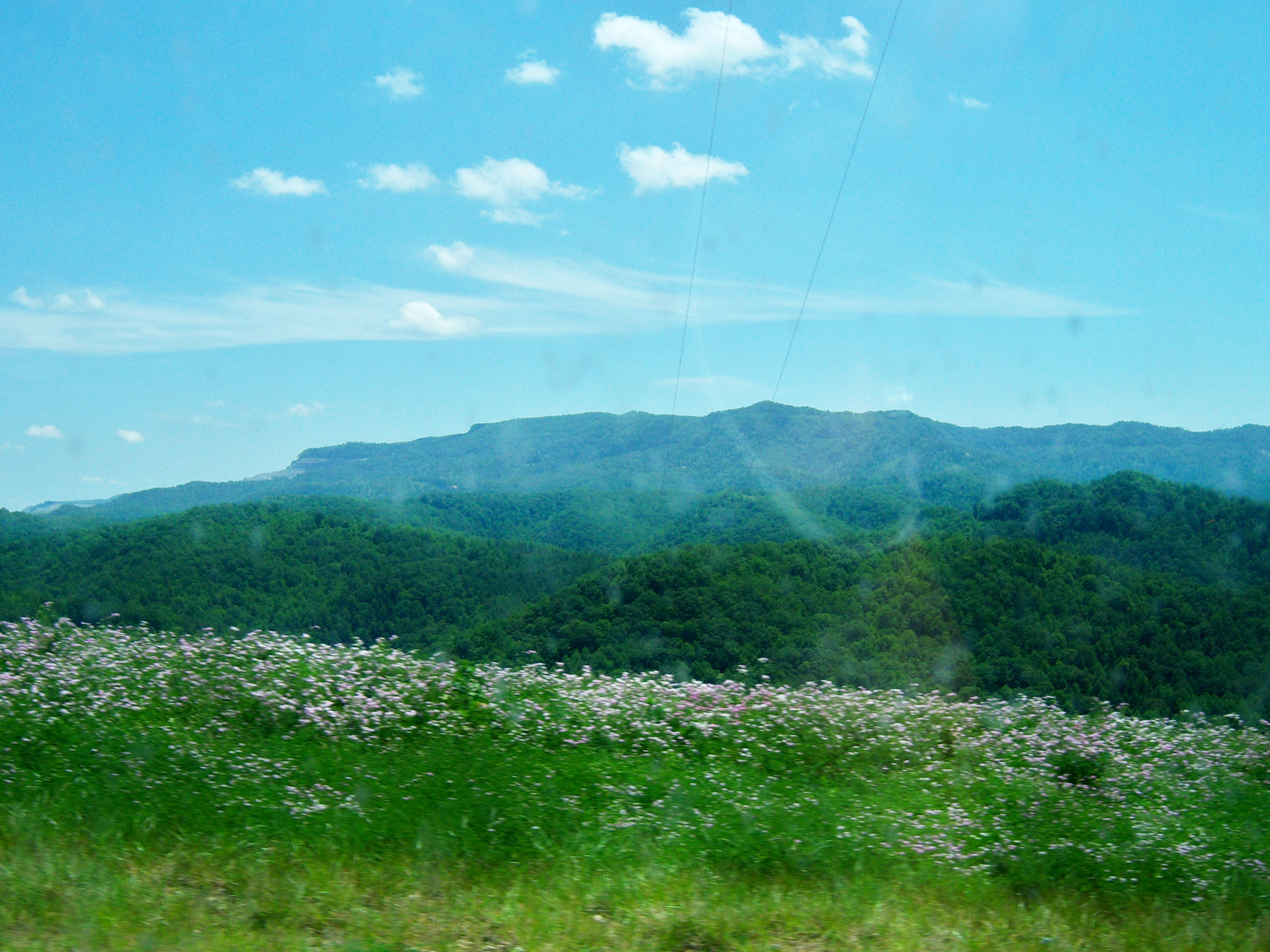
Black Mountain (Hintergrund). Vordergrund: der nahegelegene Pine Mountain

Geografisch bestimmt wird Harlan County durch seine Lage in den Cumberland Mountains, einem Gebirgszug im südwestlichen Teil der Appalachen. Von West nach Ost durchzogen wird der Bezirk von vier Gebirgskämmen: Pine Mountain, Black Mountain, Little Black Mountain und Stone Mountain. Der in der südöstlichen Ecke des Countys nahe der Ortschaft Lynch gelegene Rücken des Black Mountain erreicht eine Spitzenhöhe von 1263 m und ist damit der höchste Berg Kentuckys. Erschließungstechnisch gilt das Gelände aufgrund der schmalen Talsohlen als problematisch; die Ortschaften im County sind allesamt in Talsohlen hineingebaut. Die durchschnittliche Höhenlage der Ortschaften steigt von West nach Ost leicht an und liegt zwischen 300 und 500 Meter über dem Meeresspiegel.
Bedeutendster Fluss ist der Cumberland River. Er entspringt im benachbarten Bell County und durchfließt die nördliche Hälfte des Harlan County von Ost nach West. Größte Zuflüsse – und nach dem Cumberland River die bedeutendsten Fließgewässer – sind der Martin Fork und der Clover Fork. Sie vereinigen sich im Stadtgebiet der Bezirkshauptstadt Harlan und münden unmittelbar nördlich davon in den Cumberland River ein.
Wichtigste überregionale Verbindungsstraßen sind die beiden US-Bundesstraßen Route 421 und Route 119. Erstere durchzieht das County von Nord nach Süd, letztere von Ost nach West. Lokal bedeutsame Verbindungsstraßen sind darüber hinaus die Kentucky Road 38, die das County in westöstlicher Richtung zentral durchläuft sowie die von Cumberland nach Südosten Richtung Virginia führende Kentucky Road 160. Wichtigste Ortschaften im County sind die Kleinstädte Harlan (zugleich County-Sitz), Benham, Cumberland, Evarts, Loyall und Lynch. Weitere Ortschaften, in alphabetischer Aufführung sind: Ages, Baxter, Bledsoe, Brookside, Cawood, Clospint, Coldrion, Cranks, Dayhoit, Elcomb, Fresh Meadows, Grays Knob, Gulston, Highsplint, Holmes Mill, Kenvir, Pathfork, Putney, Pine Mountain, Rosspoint, South Wallins, Smith, Tacky Town, Teetersville, Totz, Wallins Creek und Verda.
Klimatisch gesehen liegt Harlan County in der Ostseiten-Klimazone – einer Variante der subtropischen Klimazone, welche die US-Ostküste ebenso prägt wie die südatlantischen Bereiche Südamerikas, Teile Oberitaliens, den Osten Australiens und Zentralchina. Das Klima in Harlan County wird entsprechend bestimmt von warmen, feuchten Sommern und milden bis kalten Wintern.

## Geschichte

### Bis zum 20. Jahrhundert
Vor sowie zu Beginn der Besiedlung durch englische (später: US-amerikanische) Siedler gehörte das Gebiet zum Einzugsbereich unterschiedlicher indianischer Stammesgruppen – der Shawnee, die ihre Reviere beiderseits des Ohio hatten, der Cherokee und Chickasaw, deren Hauptsitze weiter südlich lagen, der Delawaren sowie der Wyandot, einer Untergruppe der Irokesen. Erste Erkundungen des Gebietes erfolgten durch Jäger und Landprospektoren. Eine systematischere Ansiedlung setzte ab den 1780er-Jahren ein. Träger waren vorwiegend englisch-, schottisch- und irischstämmige Ansiedler aus Virginia, die im 18. Jahrhundert in immer größerer Zahl über die Appalachen zogen und sich westlich des Gebirges niederließen.
Wichtige Siedlungsbegründer in der Region waren Carr Bailey, Samuel Howard sowie William Turner, Mitbegründer des späteren Verwaltungssitzes Mt. Pleasant (1912 umbenannt in Harlan). Das County wurde am 28. Januar 1819 aus Teilen des Floyd County und des Knox County gebildet. Benannt wurde es nach Major Silas Harlan, einem weiteren frühen Siedler, der bei der Schlacht von Blue Licks, einem der letzten Gefechte des Amerikanischen Unabhängigkeitskrieges 1782 in der Nähe des Ohio, gefallen war. Die Lebenshaltung war bis in die zweite Hälfte des 19. Jahrhunderts von Subsistenzwirtschaft geprägt. Bedingt durch die unzugängliche und abgelegene Lage, blieb die Bewohnerzahl des Countys gering. 1820 lag sie bei knapp 2000 Einwohnern, 1850 bei etwas mehr als 4000 und 1880 knapp über der 5000er-Grenze.

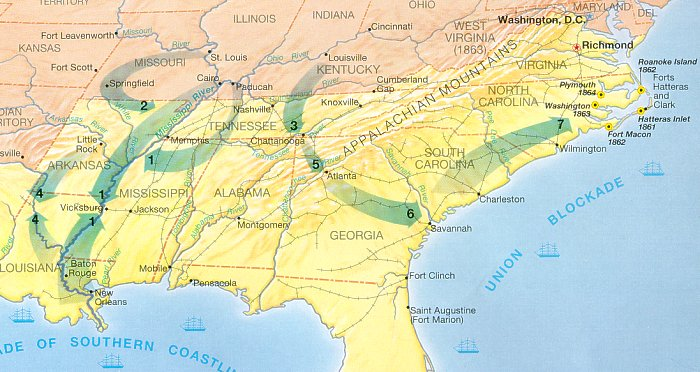
Grenzverlauf während des Bürgerkriegs: Ostkentucky befand sich zeitweilig unter der Kontrolle konföderierter Truppen

Während des Bürgerkriegs geriet das County – ebenso wie andere Landstriche im südöstlichen Kentucky – zeitweilig unter die Ägide konföderierter Truppen. Ein bekannteres Gefecht fand 1861 nahe der Kleinstadt Barbourville im nördlich gelegenen Knox County statt, in dessen Anschluss die Konföderierten ihre zeitweilige Oberhoheit über die Region konsolidieren konnten. 1863 brannten konföderierte Guerillaverbände das Verwaltungsgebäude der Stadt nieder – als Vergeltung für eine gleichartige Aktion in Lee County, Virginia. In den Jahrzehnten nach dem Bürgerkrieg war das County Schauplatz einer langandauernden Familienfehde. Hauptakteure waren Angehörige der beiden Gründerclans Turner und Howard. Ähnlich wie die bekannte Fehde zwischen den Hatfields und McCoys im Grenzland zu West Virginia wurde auch diese von Bagatellstreitigkeiten ausgelöst, kostete während ihres Verlaufs mehrere Beteiligte das Leben und konnte schließlich nur durch massive staatliche Intervention beigelegt werden. Der Buchautor Malcolm Gladwell, der den Fall untersuchte, führte die langanhaltende und verbissene Verlaufsform dieser Auseinandersetzung auf eine „Kultur der Ehre“ zurück, welche die Menschen in den westlichen Appalachengebieten präge und deren Ausläufer bis heute festzustellen seien.

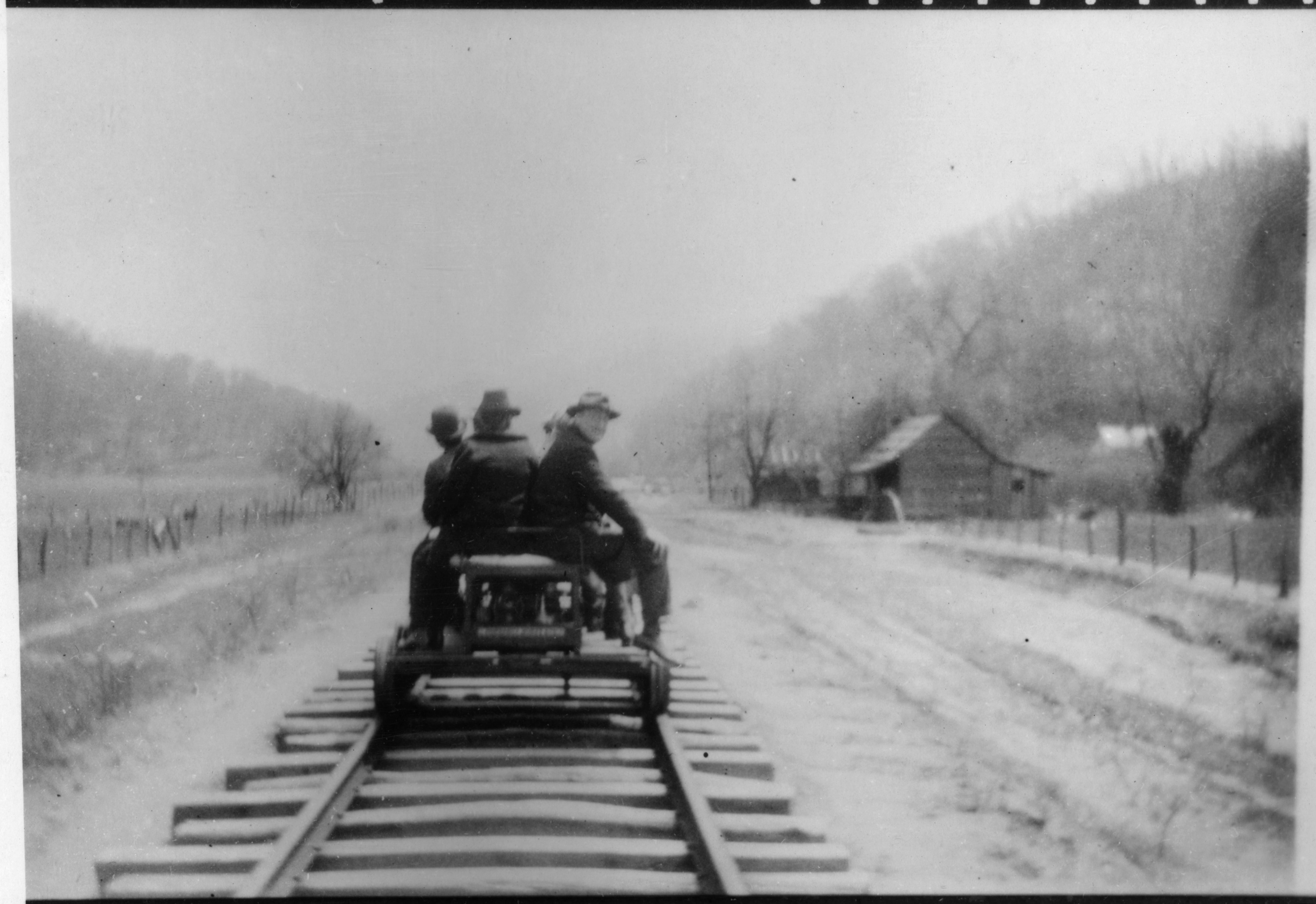
Franklin D. Roosevelt und andere auf einer Bahnstrecke im Harlan County, 1908

In der zweiten Hälfte des 19. Jahrhunderts wurde die landwirtschaftliche Nutzung des Gebietes zunehmend intensiviert. Vermarktete Produkte waren unter anderem Walnüsse, Kirschen sowie Holz. Als erstes Naturschutzgebiet des Verwaltungsgebiets wurde 1913 der nördlich des Cumberland River gelegene Kentenia State Forest eingerichtet. Ende des 19. Jahrhunderts erfolgte der Anschluss an das Schienennetz. Nebenstrecken der Louisville and Nashville Railroad wie die 1911 fertiggestellte Wasioto & Black Mountain Railroad sorgten für eine bessere Einbindung des Countys in die umgebende Großregion. Der erste Kohle-Abtransport via Bahn erfolgte am 25. August 1911. Aufgrund der Bahnverbindung weitete sich der Kohleabbau massiv aus. Die Abbaumenge stieg von 25.814 Tonnen im Jahr 1910 auf 384.427 Tonnen zwei Jahre darauf, 1,4 Millionen Tonnen im Jahr 1914 bis auf 15 Millionen Tonnen in den späten 1920er-Jahren.

### 20. und 21. Jahrhundert
Infolge des Kohleabbaus, der nach dem Ersten Weltkrieg massiv einsetzte und bald zum Haupt-Wirtschaftsfaktor avancierte, versiebenfachte sich die Einwohnerschaft des Countys – von etwas über 10.000 im Jahr 1910 auf über 75.000 im Jahr 1940. In geringerer Zahl waren die Neuankömmlinge Schwarze sowie osteuropäische Einwanderer; das Gros stellten allerdings Zuzügler aus den angrenzenden Regionen. Die Arbeits- und Lebensbedingungen in dem neu entstandenen Kohlerevier waren von Armut, Unsicherheit und Kriminalität geprägt. Die Bergarbeiter-Siedlungen – sogenannte „Company Towns“ – wurden oft ad hoc von den Bergwerksunternehmen errichtet. Die Bewohner dort hatten – im Unterschied zu den unabhängigen Städten im County wie beispielsweise Harlan oder Lynch, in denen das unmittelbare Abhängigkeitsverhältnis nicht derartig ausgeprägt war – weder kommunal noch im Hinblick auf Arbeits- oder Wohnbedingungen Mitspracherechte und waren in fast jeglicher Hinsicht vom Wohlwollen ihrer Arbeitgeber abhängig.

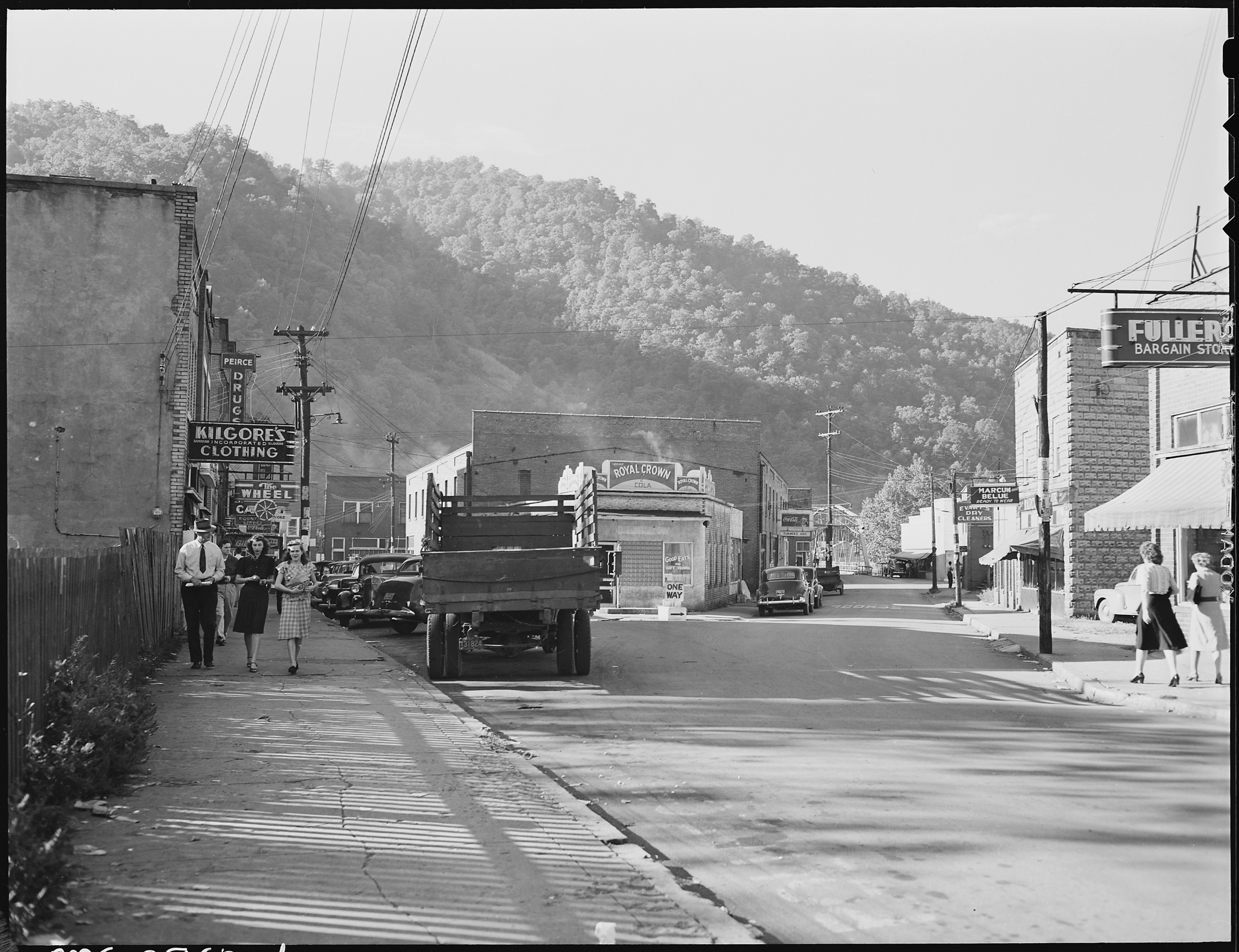
Die Minenstadt Evarts 1946

Die Mordrate von Harlan County war in den 1920ern die höchste der Nation. Zum Transportweg für illegale Schnapsbrenner avancierte während der Prohibitionszeit die sogenannte Thunder Road – eine Strecke, die, in Harlan beginnend, bis Knoxville in Tennessee führte. Im Zuge der Weltwirtschaftskrise schloss bis 1931 ein Drittel der Kohlegruben. Die durchschnittlichen Bergarbeiter-Jahreslöhne sanken zwischen 1929 und 1931 von 1235 auf 749 US-Dollar. Die Not der arbeitenden Bevölkerung sowie der Hunger – insbesondere bei Kindern – war so groß, dass das von Quäkern ins Leben gerufene American Friends Service Committee (AFSC) in den Gemeinden des Bezirks Kinderspeisungen organisierte.
Nachdem die Grubengesellschaften die Löhne 1931 um weitere 10 Prozent gesenkt hatten, kam es zu einem jahrelang währenden, blutigen Konflikt – dem sogenannten Harlan County War. Streitpunkte waren das Recht der Bergbauarbeiter, sich gewerkschaftlich zu organisieren, höhere Löhne sowie bessere Arbeitsbedingungen. Auf dem Höhepunkt des Streiks beteiligten sich 5800 Bergarbeiter, lediglich 900 arbeiteten weiter. Ein Höhepunkt der Auseinandersetzung war die Battle of Evarts am 5. Mai 1931, in deren Verlauf vier Personen zu Tode kamen. Insgesamt dauerte der Konflikt rund acht Jahre, von 1931 bis 1939. In seinem Verlauf marschierten bundesstaatliche Polizeiverbände (darunter auch Einheiten der Nationalgarde) mehrmals im County ein. Die Auseinandersetzungen – welche den Ruf des Countys als „Bloody Harlan“, als „blutiges Harlan“, verfestigten – kosteten am Ende elf Menschen das Leben; hunderte wurden verletzt.

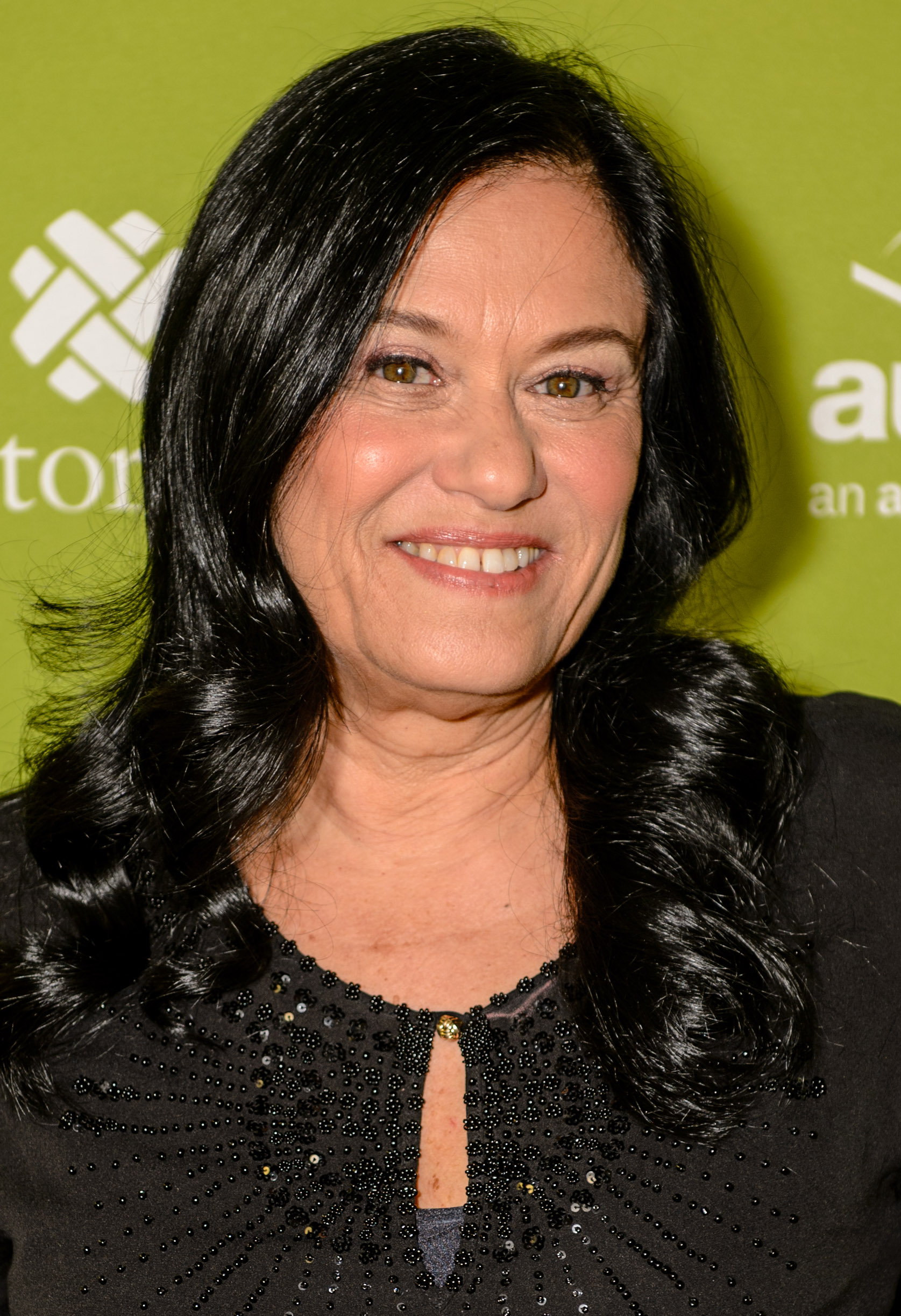
Die Dokumentarfilmerin Barbara Kopple (2015)

Trotz massiver Interventionen örtlicher sowie staatlicher Behörden zugunsten der Minengesellschaften endete die Auseinandersetzung damit, dass in den meisten Kohlerevieren die Arbeiter durch eine Gewerkschaft vertreten wurden. Ein weiterer langandauernder Bergarbeiter-Streik, ausgehend von der Brookside-Mine nahe der Bezirkshauptstadt Harlan, fand in den 1970ern statt. Die Forderungen der Beschäftigten: das Recht auf Streik, höhere Löhne sowie eine verbesserte Arbeitssicherheit. Die Auseinandersetzung – welche auch diesmal von gewaltsamen Übergriffen auf Streikposten, Gewerkschaftsführer sowie Unbeteiligte gekennzeichnet war – wurde in dem preisgekrönten Dokumentarfilm Harlan County, USA von Barbara Kopple dokumentiert, die mit ihrem Filmteam fast zwei Jahre vor Ort verbrachte.
Der Kohleabbau blieb auch nach einem zeitweiligen Rückgang in den 1950er- und 1960er-Jahren ein für das County bestimmender Wirtschaftsfaktor. Ab den 1980ern setzte jedoch ein massiver Abbau ein – verbunden mit Mechanisierung sowie zunehmendem Umstieg auf die Technik des Über-Tage-Abbaus. Damit einher ging ein Rückgang der Einwohneranzahl – von über 41.000 im Jahr 1980 auf unter 30.000 im Jahr 2010. Ein zusätzliches Problem erwuchs durch die mäandernden Verläufe von Cumberland River und anderer Flüsse, die zu mehreren schweren Überschwemmungen führten – die schwersten davon in den Jahren 1963 und 1977. Zum besseren Schutz vor Hochwasser wurde in den 1970er-Jahren der Martins Fork Dam errichtet sowie Umleitungsprojekte in der Bezirkshauptstadt Harlan in die Wege geleitet.

## Demografische Daten

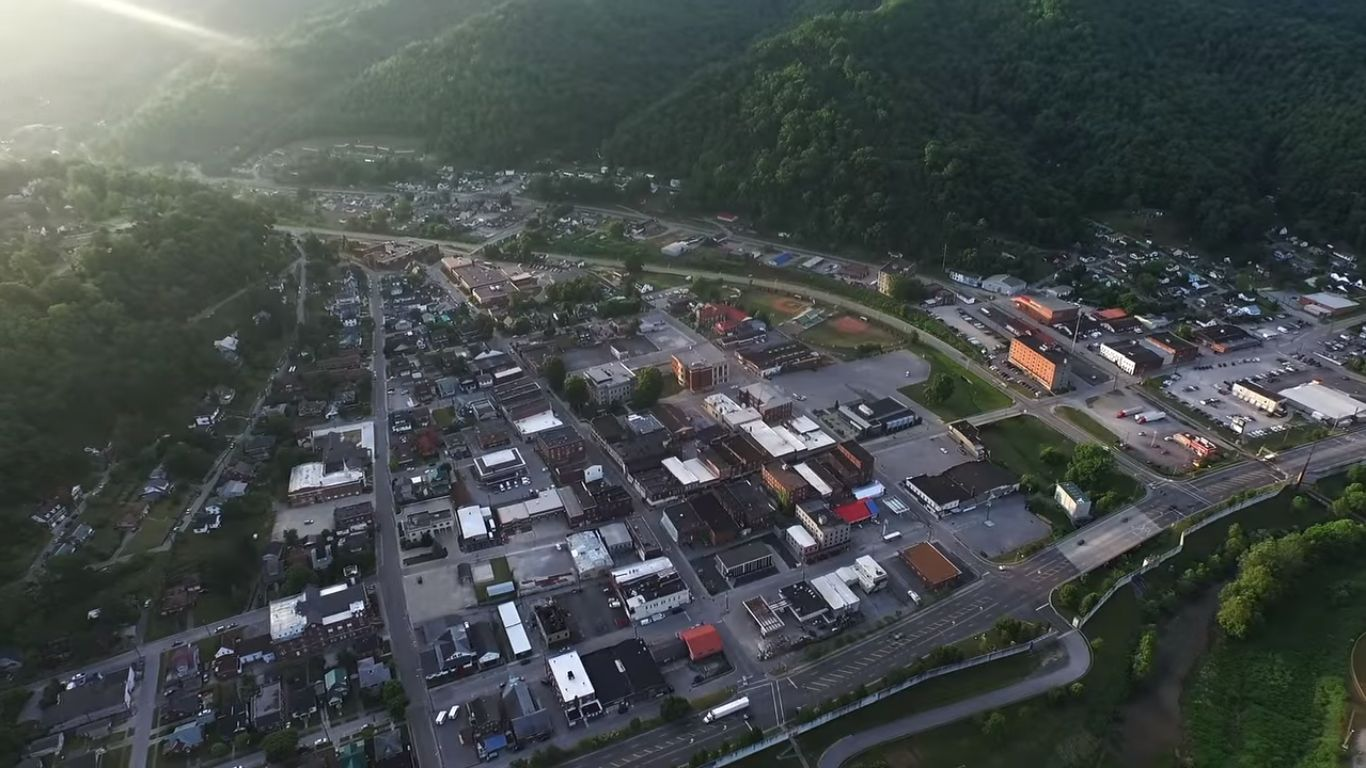
Harlan, Bezirkshauptstadt des Countys (2015)

Nach der Volkszählung im Jahr 2000 des United States Census Bureau lebten im Harlan County 33.202 Menschen in 13.291 Haushalten und 9.449 Familien. Die Bevölkerungsdichte betrug 27 Einwohner pro Quadratkilometer. Ethnisch betrachtet setzte sich die Bevölkerung zusammen aus 95,56 Prozent Weißen, 2,62 Prozent Afroamerikanern, 0,48 Prozent amerikanischen Ureinwohnern, 0,29 Prozent Asiaten, 0,02 Prozent Bewohnern aus dem pazifischen Inselraum und 0,08 Prozent aus anderen ethnischen Gruppen; 0,95 Prozent stammten von zwei oder mehr Ethnien ab. 0,65 Prozent der Bevölkerung waren spanischer oder lateinamerikanischer Abstammung.
Von den 13.291 Haushalten hatten 32,2 Prozent Kinder und Jugendliche unter 18 Jahre, die bei ihnen lebten. 54,3 Prozent waren verheiratete, zusammenlebende Paare, 13,2 Prozent waren allein erziehende Mütter, 28,9 Prozent waren keine Familien, 27,0 Prozent waren Singlehaushalte und in 12,6 Prozent lebten Menschen im Alter von 65 Jahren oder darüber. Die Durchschnittshaushaltsgröße betrug 2,47 und die durchschnittliche Familiengröße lag bei 3,00 Personen.
Auf das gesamte County bezogen setzte sich die Bevölkerung zusammen aus 25,0 Prozent Einwohnern unter 18 Jahren, 8,5 Prozent zwischen 18 und 24 Jahren, 27,5 Prozent zwischen 25 und 44 Jahren, 25,2 Prozent zwischen 45 und 64 Jahren und 13,9 Prozent waren 65 Jahre alt oder darüber. Das Durchschnittsalter betrug 38 Jahre. Auf 100 weibliche Personen kamen 91,8 männliche Personen. Auf 100 Frauen im Alter von 18 Jahren alt oder darüber kamen statistisch 87,8 Männer.
Das jährliche Durchschnittseinkommen eines Haushalts betrug 18.665 USD, das Durchschnittseinkommen der Familien betrug 23.536 USD. Männer hatten ein Durchschnittseinkommen von 29.148 USD, Frauen 19.288 USD. Das Prokopfeinkommen betrug 11.585 USD. 29,1 Prozent der Familien und 32,5 Prozent der Bevölkerung lebten unterhalb der Armutsgrenze. Davon waren 40,1 Prozent Kinder oder Jugendliche unter 18 Jahre und 21,0 Prozent waren Menschen über 65 Jahre.
Der Wahlbezirk Kentucky 05, zu dem auch Harlan County gehört, gilt als ärmster Wahlbezirk der USA. Einer Gallup-Studie zufolge weist Kentucky 05 die schlechteste Lebensqualität aller 434 Kongress-Wahlbezirke auf. Nur jeder zehnte Einwohner hat einen College-Abschluss, jeder dritte gilt als arm. Mit 32,5 % ist die Armutsquote in Harlan County eine der höchsten Ostkentuckys. Das Median-Jahreseinkommen in den Bezirken Leslie, Harlan und Martin ist mit 26.000 US-Dollar nur halb so hoch wie das im Rest der USA.

## Politik

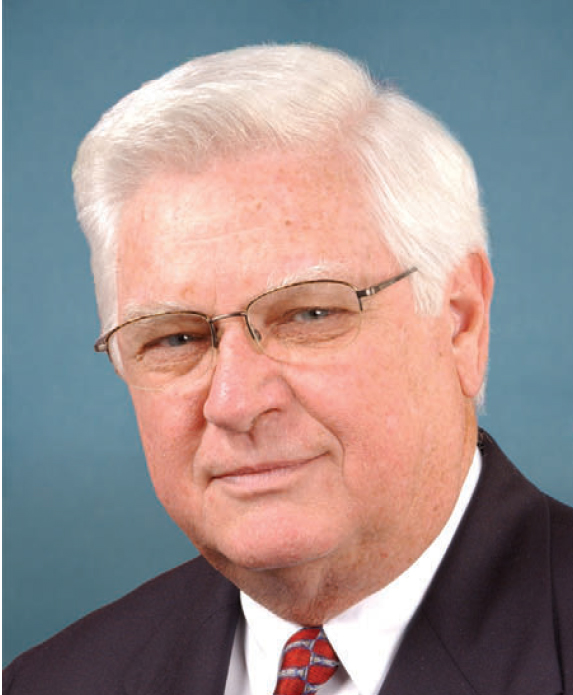
Hal Rogers, Vertreter des Wahlbezirks Kentucky 05 im Repräsentantenhaus

Bei Präsidentschaftswahlen war Harlan County über mehrere Jahrzehnte eine Hochburg der Demokraten. Mit Ausnahme der erdrutschartig ausgefallenen Wiederwahl des Republikaners Richard Nixon 1972 gegen den Demokraten George McGovern stimmte die Mehrzahl der Wahlberechtigten seit 1960 durchgehend demokratisch. Bei der zweiten Kandidatur von George W. Bush 2004 änderte sich dieser Trend: Bush erhielt 60,2 % der Stimmen. 2008 setzte sich die Abwanderung hin zu den Kandidaten der Republikaner fort: Während John McCain 72,3 % der Stimmen erhielt, konnte Barack Obama lediglich 26,1 % der Stimmen auf sich ziehen. 2012 fiel das Ergebnis noch deutlicher zugunsten der Republikaner aus: Mitt Romney gewann gegen Obama mit 81,2 zu 17,2 %.
Der Wahlbezirk Kentucky 05, der neben Harlan County weitere Bezirke in der Appalachenregion Südost-Kentuckys umfasst, wird im Repräsentantenhaus ebenfalls von einem Republikaner vertreten – dem Abgeordneten Hal Rogers. Rogers vertritt den Wahlbezirk dort ohne Unterbrechungen seit 1983. Auch Rogers Vorgänger, Tim Lee Carter, war Mitglied der Republikanischen Partei.
Ungeachtet der republikanischen Dominanz bei den beschriebenen Wahlen ist die Mitgliederanzahl der Demokratischen Partei im Bezirk höher als die der Republikaner. Ein Grund für das schlechte Ansehen von Barack Obama ist der – in den Augen vieler Wähler – mangelnde Einsatz seiner Regierung für die Kohle-Industrie in der Region. Viele Wähler, so ein Bericht in der Süddeutschen Zeitung, geben Obama die Schuld für deren Rückgang. Bestärkt wird der Streit durch den Vorwurf der Republikaner, die Regierung Obamas vernachlässige den Kohleabbau zugunsten einer einseitig auf Klimaziele hin ausgerichteten Energiepolitik.

## Ökonomie
Als ehemalig stark vom Bergbau bestimmter Bezirk wurde Harlan County vom Rückgang des Kohleabbaus stark in Mitleidenschaft gezogen. Die Gesamtzahl der Beschäftigten in den Minen Ostkentuckys ist seit der Mitte des letzten Jahrhunderts kontinuierlich gesunken. In Harlan County sank sie von 1950 bis 1965 von 13.619 auf 2433. Nach einem leichten Anstieg aufgrund des Ölembargos in den 1970ern lag sie 2009 bei 1780. Die Gesamtzahl der Beschäftigten in den Minen Ostkentuckys betrug Mitte der 2010er-Jahre 8000.
Ein Mitgrund für den wirtschaftlichen Rückgang ist die Qualität der Kohlenvorkommen am Appalachen-Westrand. Anders als die im Westteil des Staates abgebaute ist sie stärker mit Gesteinssegmenten verunreinigt und weist einen niedrigeren Schwefelanteil auf. Die verbliebenen Abbauunternehmen haben sich zwischenzeitlich stärker auf den Über-Tage-Abbau versiert. Gegen die damit verbundenen Abspreng-Techniken – etwa in der Region um Lynch – setzen sich mittlerweile Anwohner und Behörden zur Wehr. Begründung: Der Über-Tage-Abbau schade sowohl dem Tourismus als auch der historisch gewachsenen Landschaft.
Dem Präsidenten der Handelskammer von Harlan zufolge hat die Region zwei ökonomische Potenziale: Landwirtschaft und Tourismus. Aktuell macht dem County auch die Abwanderung qualifizierter Kräfte zu schaffen. Ein Beitrag in der Süddeutschen Zeitung im Jahr 2015 klassifizierte die Infrastruktur des Bezirks als stark verbesserungswürdig: was fehle, seien unter anderem stabile Handy- und Internetverbindungen. Darüber hinaus weise auch die Lebensmittelversorgung qualitative Mängel auf. Experten zufolge sei sie so gravierend, dass man Harlan County als „Food Desert“ – als „Essenswüste“ – bezeichnen könne.

## Bildung
Im County befinden sich drei High Schools: die Cumberland High School in Cumberland, die Evarts High School in Evarts sowie die James A. Cawood Highschool in Harlan. Ergänzend hinzu kommen acht K-8-Elementary Schools (Black Mountain, Cawood, Cumberland, Evarts, Green Hills, James A. Cawood, Rosspoint und Wallins). Unabhängig von diesem Einrichtungen unterhält die Bezirkshauptstadt eine High School, eine Middle School und eine Elementary School. Unter privater Ägide stehen die beiden K-12-Einrichtungen Harlan County Christian School und Victory Road Christian Academy.
Die einzige Hochschuleinrichtung ist das Southeast Kentucky Community and Technical College in Cumberland – ein Ableger des Kentucky Community and Technical College Systems.

## Sehenswürdigkeiten

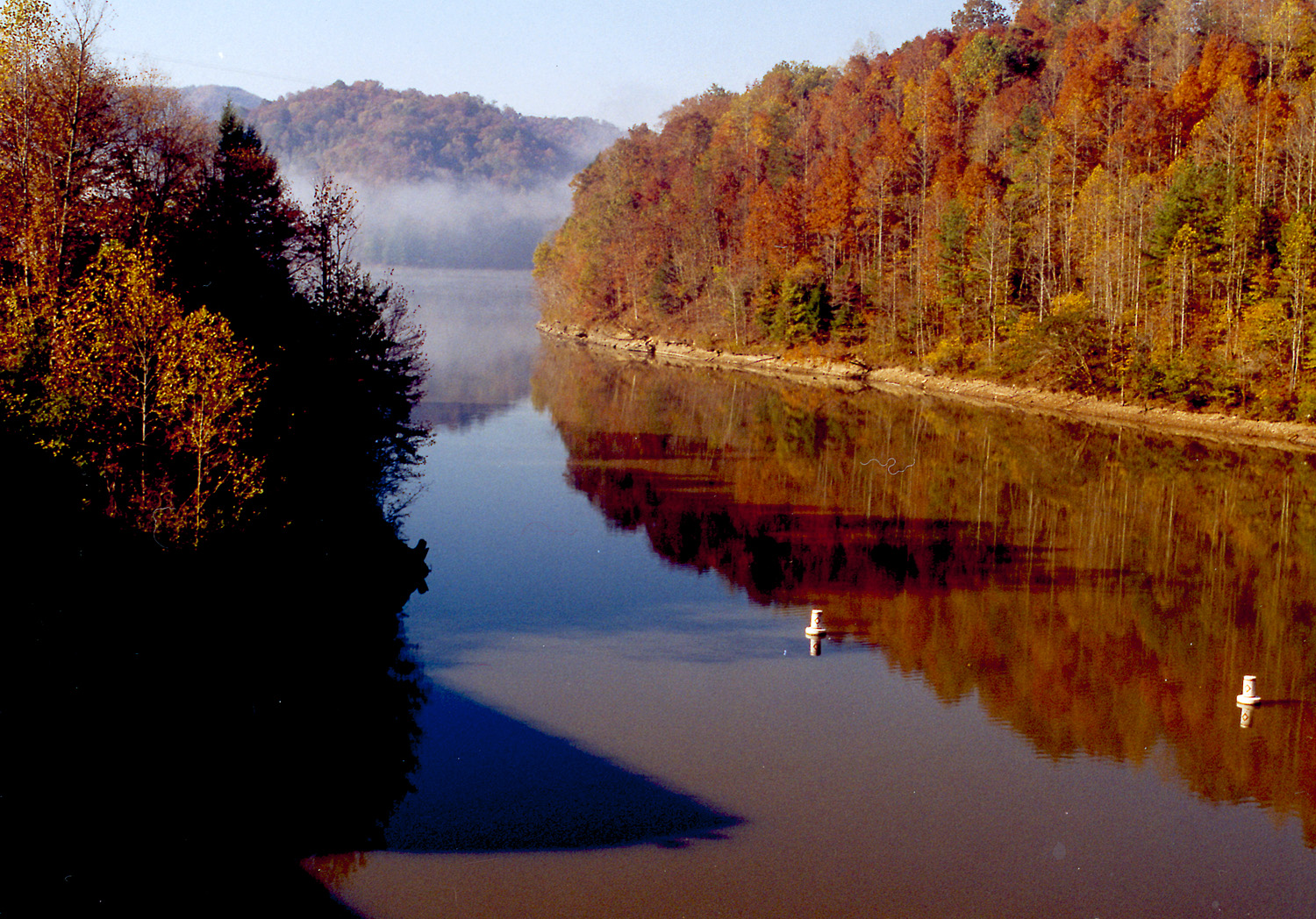
Martins Fork Lake

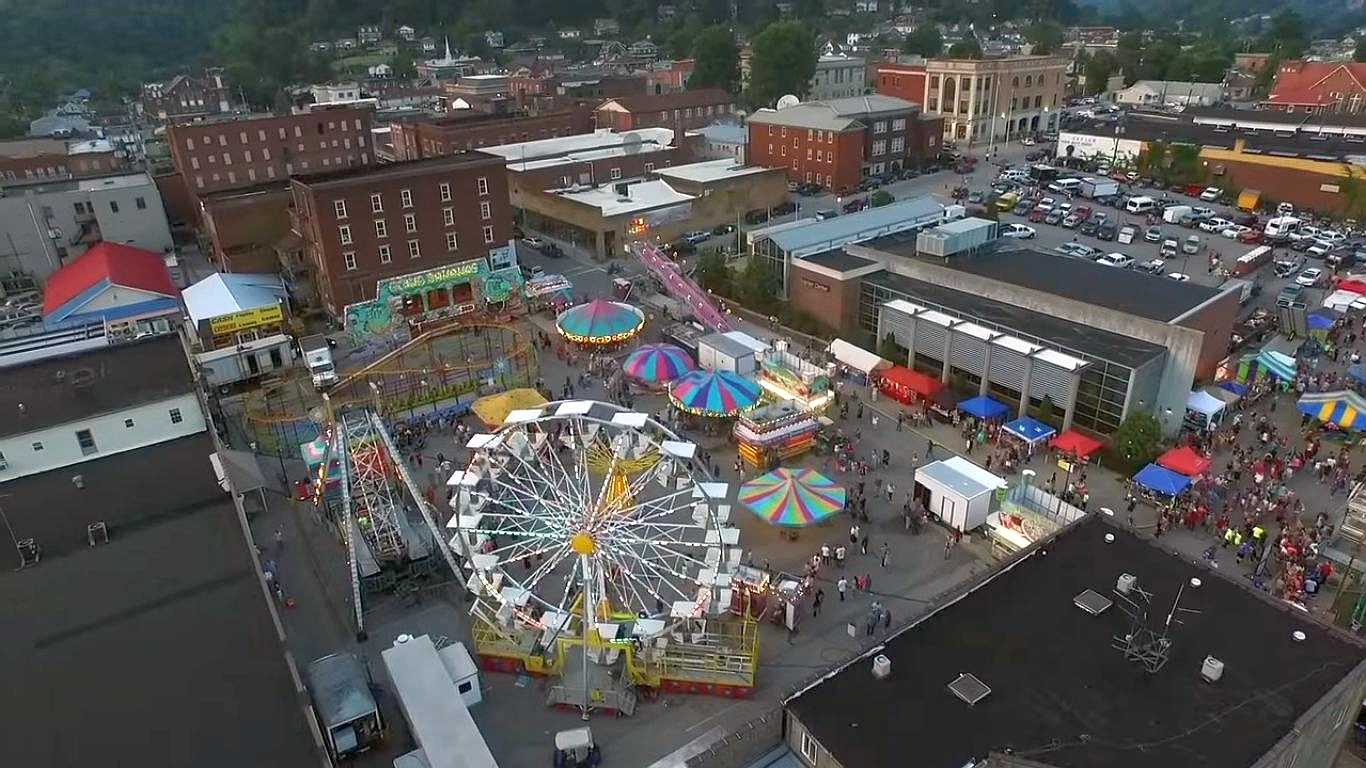
Harlan Poke Sallet (2016)

Die touristischen Attraktionen im County sind vorwiegend landschaftlicher Natur. Ein weiterer Schwerpunkt bildet die historische Vergangenheit als Bergbau-Region. Die Sehenswürdigkeiten im Einzelnen:
- die Black Mountain Off-Road Adventure Area: ein 28 Quadratkilometer umfassendes Naturschutzgebiet mit Wander- und Fahrradwegen rund um die Region des Black Mountain.
- der Kingdom Come State Park: ein vom Staat Kentucky unterhaltener Nationalpark in den Pine Mountains in der Nähe von Cumberland.
- der Cranks Creek Lake: ein 1963 angelegter See in der Nähe der Ortschaft Cawood an der Staatsgrenze zu Virginia.
- der Martins Fork Lake: ein unmittelbar neben dem Cranks Creek Lake gelegener Stausee.
- die Pine Mountain Settlement School in der Nähe des Kentenia State Forest: eine von der Erzieherin Katherine Pettit gegründete Reformschule, welche sich der kulturellen Weiterbildung einheimischer Jugendlicher widmet. Aufgrund ihrer geschichtlichen Bedeutung hat sie seit dem 4. Dezember 1991 den Status einer National Historic Landmark.[16]
- das Kentucky Coal Museum: Das in der Ortschaft Benham ansässige Museum wurde 1990 eröffnet. Thematischer Mittelpunkt ist die Bergbau-Kultur in der Region. Die Einrichtung bietet darüber hinaus Exkursionen an zum nahe der Bergwerksstadt Lynch gelegenen Portal 31.[17]
- Mine Portal 31: Ein stillgelegter Minenschacht, der zwischenzeitlich für Besichtigungs-Exkursionen offensteht.[17]
- das Poke Sallet Festival in Harlan: ein Musik- und Stadtfest, das alljährlich (in der Regel im Monat Juni) in Harlan stattfindet.[18]

Insgesamt sind fünf Bauwerke und Stätten des Countys im National Register of Historic Places eingetragen (Stand 2. Oktober 2017).

## Kultur
Eine traditionsreiche Kultureinrichtung des Countys ist der Harlan Boys Choir (Spitzname: „The Singing Sons of Appalachia“), ein vom Harlan Independent District unterhaltener Knabenchor. Der Chor, der 1972 Teil des Schul-Curriculums wurde, absolvierte Auftritte inner- und außerhalb der Vereinigten Staaten und war 1989 Teil des musikalischen Rahmenprogramms während der Inauguration von Präsident George Bush.

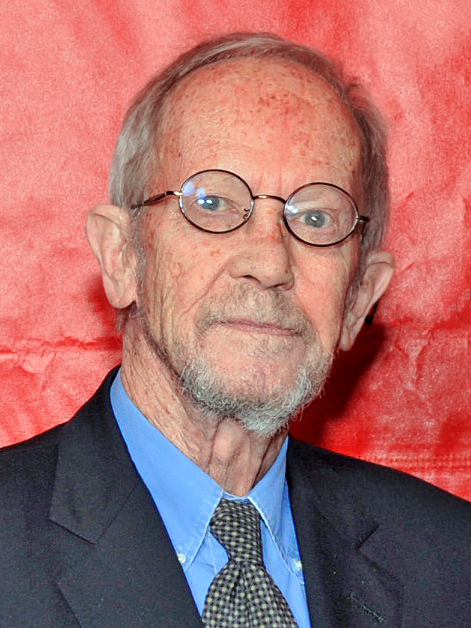
Elmore Leonard (2011)

Literarisch setzten dem County vor allem die Raylan-Romanreihe des Thriller-Autors Elmore Leonard ein Denkmal sowie dessen Kurzgeschichte Fire in the Hole (übersetzt: Sprengung im Schacht). Letztere lieferte darüber hinaus das Ausgangsszenario für die erfolgreiche TV-Serie Justified. Die Serie, deren Handlung überwiegend im Harlan County spielt, machte dieses einem breiteren Publikum bekannt. Zwischenzeitlich, so einige Medienberichte, hat deren Erfolg eine spezifische, serienbezogene Form von Tourismus mit ausgelöst. Von den Bewohnern des Countys selbst würde die Serie unterschiedlich bewertet. Einerseits hielten viele das Bild, das die Serie zeichnet, für überspitzt und unzutreffend. Andere wiederum begrüßten das Interesse, welches die Serie ausgelöst hat.
Das County und seine Geschichte war darüber hinaus in weiteren fiktiven wie dokumentarischen Formaten Schauplatz:
- dem Spielfilm Thunder Road (deutscher Titel: Kilometerstein 375) aus dem Jahr 1958 mit Robert Mitchum
- dem preisgekrönten Dokumentarfilm Harlan County, USA von Barbara Kopple über den Minenarbeiterstreik der 1970er
- dem TV-Filmdrama Harlan County War (deutscher Titel: Zeit der Gerechtigkeit) mit Holly Hunter, der ebenfalls die Geschehnisse der 1970er zum Thema hat
- dem Independent-Filmdrama Stand Like a Mountain aus dem Jahr 2011, das teilweise mit beteiligten Laiendarstellern aus der Region umgesetzt wurde
- als Nebenschauplatz in der in den 1930ern spielenden TV-Dramaserie Damnation aus dem Jahr 2017
- der von National Geographic Channel ausgestrahlten Reality-TV-Reihe Kentucky Justice.

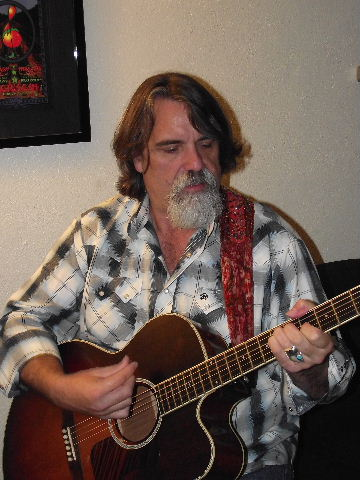
Darrell Scott (2011)

Thematisiert wurde das County auch in einigen Folk- und Country-Songs. Die bekanntesten sind:
- Which Side Are You On? – ein Gewerkschaftslied, dass von der Bergarbeiterfrau und Streikaktivistin Florence Reece während der Streiks in den 1930ern geschrieben und seither in zahlreichen Versionen – darunter denen von Pete Seeger, Billy Bragg und Natalie Merchant – weltweit popularisiert wurde.
- You’ll Never Leave Harlan Alive – eine Bluegrass-Folkballade von Darrell Scott aus dem Jahr 1997. Scotts Lied wurde zwischenzeitlich ebenfalls von einer Reihe Interpreten aufgegriffen – darunter Dave Alvin, Patty Loveless, Kathy Mattea und Brad Paisley. Als musikalisches Thema zum Zug kam es darüber hinaus in mehreren Folgen der TV-Serie Justified.
- Harlan Man – ein Countrysong von Steve Earle
- Harlan County Line – ein Roots-Rock-Stück von Dave Alvin
- Goin’ Back to Harlan – ein Song von Anna McGarrigle, der in der Coverversion von Emmylou Harris einen größeren Bekanntheitsgrad erlangte.
- Im Song A Toast to Those Who Are Gone kritisiert Phil Ochs die schlechten Arbeitsverhältnisse in den Kohleminen.

## Persönlichkeiten aus dem Harlan County (Auswahl)
- Bernie Bickerstaff (* 1944), Basketballtrainer der NBA
- Rebecca Caudill, Kinderbuchautorin in der Nachkriegsära
- Jerry Chesnut, Singer-Songwriter und Countrysänger
- Wallace Jones (1926–2014), Basketballspieler
- Nick Lachey (* 1973), Sänger und Schauspieler
- Terry Muncy (1960–2020), Singer-Songwriter und Regisseur
- Ashe Parker, Schauspielerin
- Florence Reece, Gewerkschaftsaktivistin und Liedkomponistin
- Jordan Smith (* 1993), Popsänger und Gewinner der Castingshow The Voice